# Dębice (Malczyce)

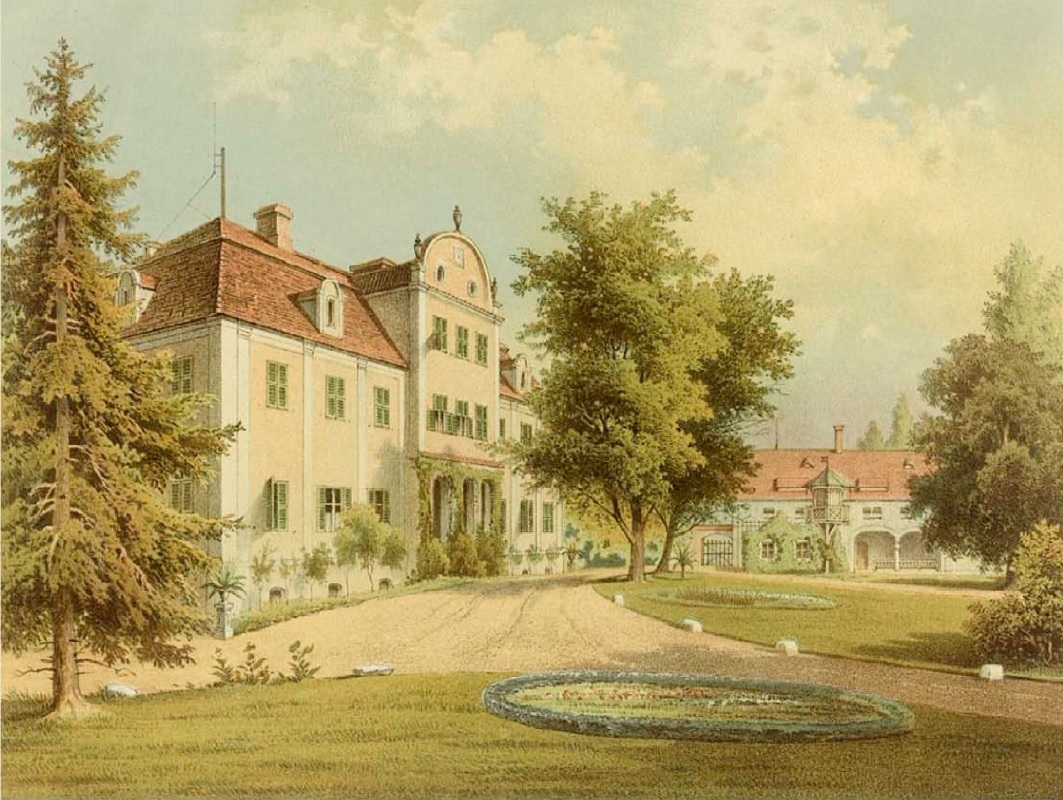
Schloss Dambritsch

Dębice (deutsch: Dambritsch) ist ein Ort in der Landgemeinde Malczyce (Maltsch) im Powiat Średzki der Woiwodschaft Niederschlesien in Polen.

## Lage
Dębice liegt etwa acht Kilometer südlich von Malczyce (Maltsch), sieben Kilometer westlich von Środa Śląska (Neumarkt) und 39 Kilometer westlich von Breslau. Nachbarorte sind Strzałkowice (Nieder-Schützendorf) im Westen, Kwietno (Blumerode) im Norden, Proszków (Schöneiche) im Osten.

## Geschichte
„Dambici“ wurde 1217 erwähnt und 1368 ist es in der Schreibweise „Dambroschen“ belegt. Es gehörte zum Herzogtum Schweidnitz, das nach dem Tod des Herzogs Bolko II. 1368 erbrechtlich an die Krone Böhmen fiel. Von 1450 bis 1627 gehörte es dem Adelsgeschlecht Eicke, 1627 bis 1684 den Herren von Werthenstein, 1684 bis 1695 dem Adelsgeschlecht Almenslohe und 1695 bis 1772 dem Grafen Heinrich von Churschwandt. 
Nach dem Ersten Schlesischen Krieg fiel Dambritsch mit dem größten Teil Schlesiens 1741/42 an Preußen. Von 1772 bis 1782 gehörte es dem Adelsgeschlecht Schlabrendorf, darauf von 1782 bis 1786 einem Grafen Burghauß. Unter der Herrschaft der Herren von Perkenau von 1786 bis 1820 wurde 1795 der Vorgängerbau des heutigen Schlosses errichtet. Im Zuge einer Kreisreform wechselten 1818 Nieder und Ober Dambritsch vom Kreis Striegau in den Landkreis Neumarkt, mit dem es bis 1945 verbunden blieb. Ein von Stechow verkaufte Dambritsch 1838 für 103.000 Reichstaler an Georg Adolf Wolf von Schutter, der Dambritsch Anfang Mai 1865 für 352.000 Reichstaler an den Rittergutsbesitzer Gustav Gode veräußerte. 1845 zählte das Dorf 80 Häuser, ein herrschaftliches Schloss, 583 Einwohner (114 katholisch und der Rest evangelisch), evangelische Kirche zu Blumerode, eine evangelische Nebenschule in Obsendorf, eine katholisch Majoratskirche verbunden mit der Pfarrkirche von Obsendorf unter dem Patronat des Dominiums mit einem Pfarrwidum, eine Windmühle, eine Brauerei, drei Brennereien, zwei Wirtshäuser, elf Handwerker und fünf Händler. Zur Gemeinde gehörte die östliche Kolonie Neu-Dambritsch.
Als Folge des Zweiten Weltkriegs fiel Dambritsch mit fast ganz Schlesien 1945 an Polen. Nachfolgend wurde es in Dębice umbenannt. In der Folgezeit wurde die einheimische deutsche Bevölkerung – soweit sie nicht vorher geflohen war – vertrieben. Die neu angesiedelten Bewohner waren teilweise Zwangsumgesiedelte aus Ostpolen, das an die Sowjetunion gefallen war.

## Sehenswürdigkeiten

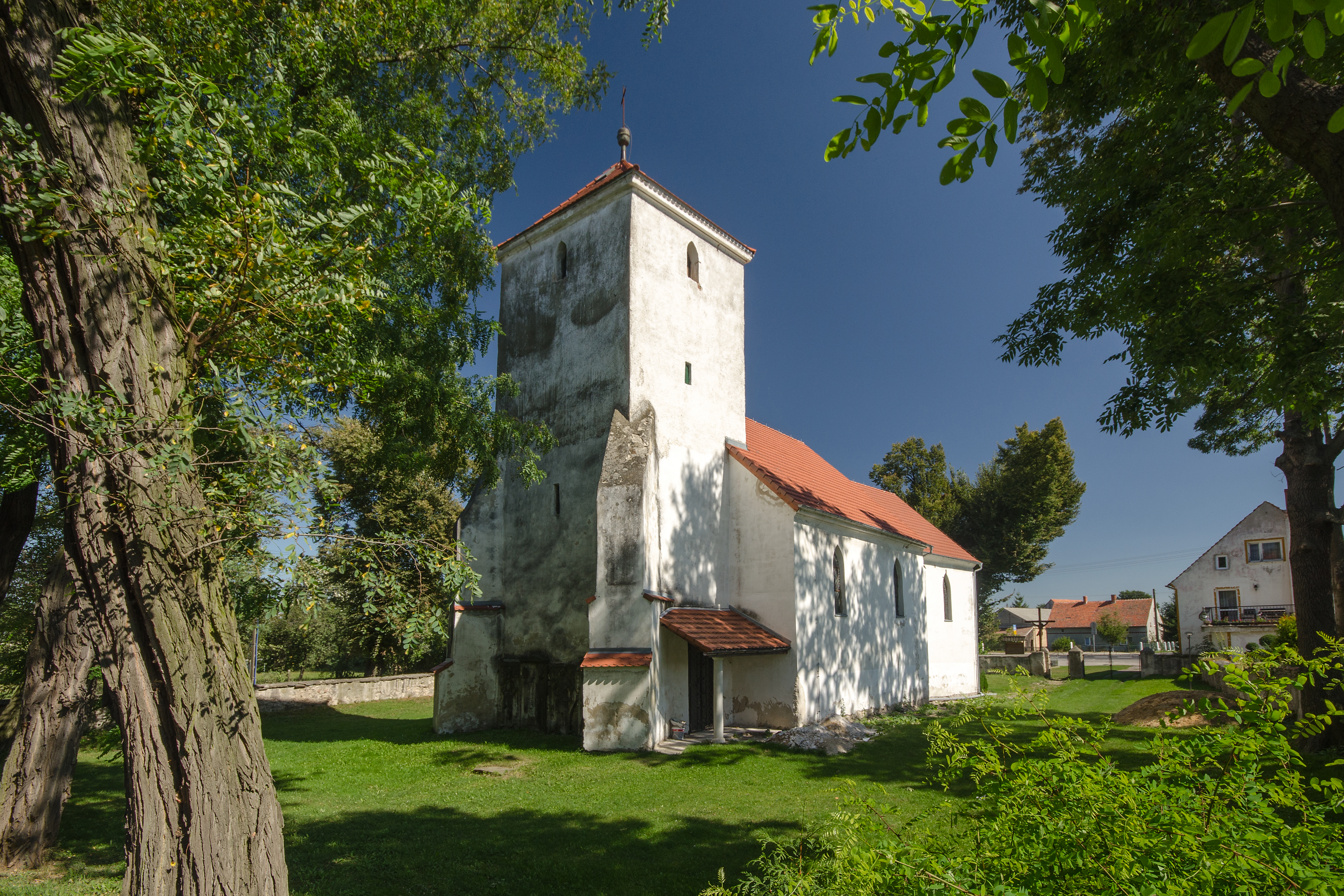
Kirche St. Hedwig

- Römisch-katholische Filialkirche mit dem Patrozinium der hl. Hedwig
- Schloss Dambritsch, aus dem 20. Jahrhundert[2]